# Uzeste
Uzeste ist eine französische Gemeinde mit 467 Einwohnern (Stand 1. Januar 2022) im Département Gironde in der Region Nouvelle-Aquitaine (Aquitaine).

## Geografie
Der Ciron fließt durch das Gemeindegebiet. Uzeste liegt etwa sieben Kilometer westlich der Grenze des Regionalen Naturparks Landes de Gascogne (Parc naturel régional des Landes de Gascogne) und ist vom Wald der Landes du Pudau umgeben. 13,5 Kilometer nordöstlich der Gemeinde liegt Langon.

## Geschichte
Uzeste wurde im 12. Jahrhundert von der Familie de Got gegründet. Bertrand de Got wurde 1305 zum Papst ernannt und hieß als Papst Clemens V. Er ließ die Stiftskirche von Uzeste vergrößern.

### Bevölkerungsentwicklung
| Jahr                       | 1962 | 1968 | 1975 | 1982 | 1990 | 1999 | 2008 | 2017 |
| Einwohner                  | 545  | 445  | 402  | 410  | 351  | 416  | 446  | 430  |
| Quellen: Cassini und INSEE |      |      |      |      |      |      |      |      |

## Sehenswürdigkeiten

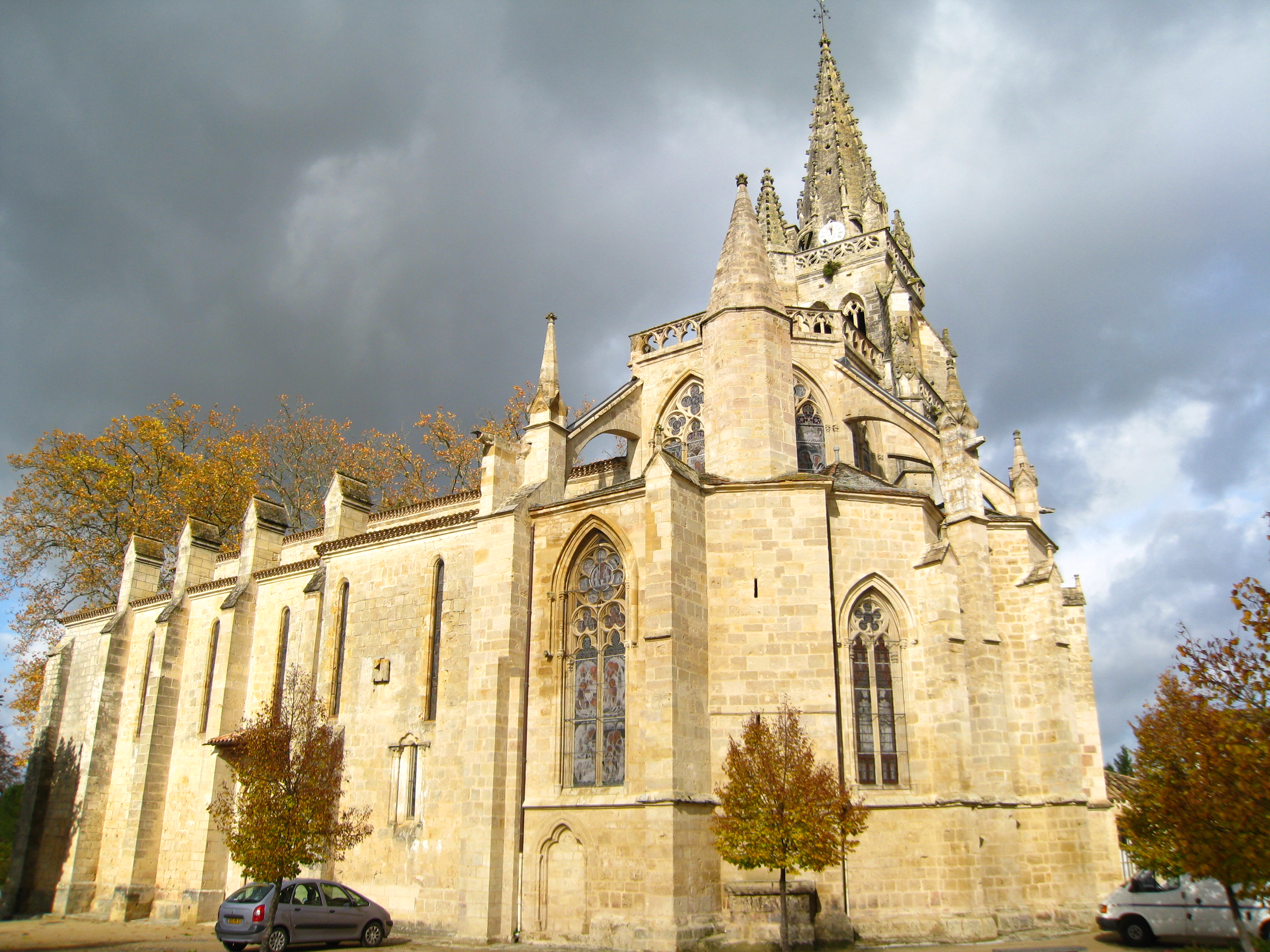
Stiftskirche Notre-Dame

Die gotische Stiftskirche Notre-Dame besitzt noch romanische Seitenmauern aus dem 13. Jahrhundert. Der Bau der Apsis wurde im 14. Jahrhundert von Clemens V. angeordnet. Sein Grab und das eines Mitglieds des Hauses Grailly stammen ebenfalls aus dem 14. Jahrhundert. Kirchenschiff und Glockenturm wurden im 16. Jahrhundert umgebaut. Die Kirche wurde 1840 als Monument historique (historisches Denkmal) klassifiziert.

## Wirtschaft
Haupterwerbszweige der Uzestois (Einwohner) sind Handel und Landwirtschaft (Forstwirtschaft und die Zucht von Hausrindern).

## Persönlichkeiten
In der Kirche Notre-Dame von Uzeste befindet sich das Grab von Papst Clemens V. (* zwischen 1250 und 1265; † 1314), der 1309 die päpstliche Residenz von Rom nach Avignon verlegte.
Bernard Lubat (* 12. Mai 1945 in Uzeste) ist ein Jazz-Pianist, der das Musikfestival Uzeste Musical initiiert hat.